# Nová Bašta
Nová Bašta (in ungherese: Egyházasbást) è un comune della Slovacchia facente parte del distretto di Rimavská Sobota, nella regione di Banská Bystrica.